# مايك ويليامسون
مايك ويليامسون (بالإنجليزية: Mike Williamson)‏ هو صحفي ومعلق رياضي أسترالي، ولد في يونيو 1928، وتوفي في 2 مايو 2019 في ملبورن في أستراليا.